# 痣
痣，又叫癦，是指皮膚或粘膜上慢性的斑塊，一般外形會是深色的圓形。多由遗传因素和环境因素有关。痣在定義上屬於良性肿瘤，不過有25%的皮膚惡性黑色素瘤是由已有的痣發展而來。

## 诊断
可借由裸眼或皮肤血管镜检查判断。

## 健康风险
一般不需要治疗。但若考虑到美观因素或发生病变，可以通过手术切除。

## 大众文化
痣在面部的位置可用于面相学研究。